# Новая Земля (бриг, 1845)
«Новая Земля» — бриг Беломорской флотилии России.

## Описание судна
Длина брига по сведениям из различных источников составляла от 25,9 до 25,91 метра, ширина от 7,9 до 7,92 метра, а осадка от 1,69 до 1,7 метра. Вооружение судна состояло из 16 орудий.

## История службы
Бриг «Новая Земля» был заложен на Соломбальской верфи 7 апреля 1845 года и после спуска на воду 17 июня 1845 года вошёл в состав Беломорской флотилии России. Строительство вёл корабельный мастер Рихтер под руководством Ф. Т. Загуляева.
С 1845 по 1862 год выходил в плавания в Белое море, а также занимал брандвахтенные посты в Лапоминской гавани в Архангельске и у острова Мудьюг.
Бриг был исключён из списков судов флота 4 августа 1862 года.

## Командиры брига
Командирами брига «Новая Земля» в разное время служили:
- А. М. Большев (1845 год).
- А. К. Филатов (1850—1853 годы).
- Л. В. Ершев (1854—1855 годы).
- Е. А. Огильви (1856 год).
- Ю. А. Эриксон (до августа 1857 года).
- Н. А. Шульгин (1858—1859 годы).
- Ф. Ф. Дудинский (1860—1862 годы).